# Aline - La voce dell'amore
Aline - La voce dell’amore (Aline) è un film del 2021 diretto da Valérie Lemercier.
Il film, di produzione franco-canadese, è un ritratto romanzato della vita di Céline Dion; vede infatti l'attrice e regista nei panni di Aline Dieu, una cantante canadese che promette di diventare una superstar internazionale.
Lemercier interpreta Aline in ogni fase della vita nel film, dall'infanzia fino alla mezza età, (con l'utilizzo della tecnologia digitale di post-produzione che ne ha adattato il corpo e il viso), mentre la voce canora della protagonista è prestata dalla cantante francese Victoria Sio.

## Trama
Anglomard e Sylvette Dieu sono genitori della classe operaia che crescono 13 bambini nella loro famiglia in Québec, Canada. Aline Dieu, che prende il nome da una canzone di Christophe, diventa la quattordicesima e la più giovane figlia.
La famiglia Dieu condivide lo stesso amore per la musica che viene trasmesso a una giovane ma timida Aline che cresce. Rendendosi conto che vuole diventare una cantante professionista, Sylvette decide di realizzare il sogno di Aline componendo la sua prima canzone con l'aiuto del figlio maggiore. La demo viene inviata a Guy-Klaude Kamar, un record manager che gestiva uno dei cantanti preferiti della famiglia, che chiede di vedere la ragazza nel suo ufficio. Guy-Klaude è stupito dalla voce di Aline ed è determinato a farne una delle più grandi artiste del mondo.
Aline gode del suo primo successo da giovane artista, ma è costretta a prendersi una lunga pausa dal suo manager affinché la sua immagine e la sua musica maturino mentre sta diventando una giovane adulta. Dopo aver vinto l'Eurovision a Dublino, Aline esprime i suoi sentimenti a Guy-Klaude e i due intraprendono una relazione romantica privata. La loro relazione è accolta con rabbia da Sylvette a causa della loro differenza di età e del precedente stato di relazione di Guy-Klaude, ma viene a patti nonostante lei avesse minacciato di licenziarlo se avesse perseguito.
Aline, durante un'intervista, canta Pour que tu m'aimes encore e il conduttore del talk show le chiede a chi fosse dedicata la canzone, ma lei decide di non dire nulla. Guy-Klaude fa la proposta di matrimonio ad Aline durante il tour europeo e in seguito si sposano. Mentre gli sposini cercano di avere un bambino attraverso la fecondazione in vitro, Aline danneggia la voce mentre esegue All by Myself ed è costretta a non cantare o parlare per circa tre mesi. Aline riceve una demo di My Heart Will Go On e, sebbene inizialmente non le piaccia, decide di registrare la canzone dopo essere stata convinta dal marito. Incontra quindi Fred, un truccatore e designer francese, e sceglie di lavorare con lui dopo un'esibizione di successo agli Academy Awards. Dopo una serie di trattamenti di fecondazione in vitro falliti, Aline dà alla luce il suo primo figlio, Junior, e poi due gemelli anni dopo. Aline affronta gli alti e bassi delle superstar internazionali e dei tabloid pur essendo moglie e madre di tre ragazzi.
Guy-Klaude si ammala di una malattia terminale e muore. Aline decide di fare una passeggiata per Las Vegas per far fronte al suo dolore. Fred e gli altri iniziano a preoccuparsi ma Aline deciderà di tornare al Caesars Palace quella stessa notte per esibirsi. Aline ce la fa ed esegue Ordinaire.

## Produzione
Le riprese del film sono durate 17 settimane. Si sono svolte in Francia, Canada, Spagna e Stati Uniti.

## Distribuzione
Il film è stato presentato in anteprima al Festival di Cannes 2021, per poi essere distribuito nelle sale canadesi a novembre 2021. In Francia, dopo le anteprime del 4 ottobre, è stato distribuito nelle sale dal 10 novembre 2021. Negli Stati Uniti il film è stato distribuito dall'8 aprile 2022. In Italia è stato presentato al Torino Film Festival 2021 e distribuito dalla Lucky Red insieme alla Universal Pictures il 20 gennaio 2022.

## Accoglienza

### Incassi
In Francia, il film ha avuto una risposta positiva al botteghino con quasi 123.000 spettatori nel primo giorno di programmazioni e 507.000 spettatori nel primo fine settimana in 692 sale, diventando così il film più visto nella sua prima settimana di programmazione. Aline ha raccolto, così, 7 milioni di dollari durante il suo primo fine settimana.
In Italia, nel suo primo weekend di programmazione, il film ha incassato circa 139.000 euro, posizionandosi ottavo al box office.

### Critica
Sull'aggregatore di recensioni Rotten Tomatoes, attualmente detiene un 58% di 78 recensioni positive, con una valutazione media di 5,5/10. Su AlloCiné, il film ha una valutazione media di 4,1/5 basata su 35 rassegne stampa.
Kyle Buchanan del New York Times ha ritenuto che la decisione della Lemercier di interpretare il personaggio per tutta la sua vita fosse l'aspetto più strano del film, scrivendo che "Rimpicciolito alle dimensioni di uno Hobbit è stato strano. Non ho mai visto niente di simile"
Per Variety, Peter Debruge ha scritto che "Lemercier non oserebbe offendere Dion, né si sognerebbe di dare ai fan la minima ragione per mettere in dubbio la loro devozione, e così 'Aline' si sente come un film basato sulla fede, in cui Dieu (francese per "Dio") riceve il trattamento reverenziale delle "vite dei santi". Basti dire che la maggior parte delle lacrime del film sono di gioia."

## Riconoscimenti
- Premio César - 2022
  - Migliore attrice a Valérie Lemercier